# Goreopagurus garthi
Goreopagurus garthi är en kräftdjursart som beskrevs av McLaughlin och Haig 1995. Goreopagurus garthi ingår i släktet Goreopagurus och familjen eremitkräftor. Inga underarter finns listade i Catalogue of Life.